# Trebendorf
Trebendorf (alt sòrab: Trjebin) és un municipi alemany que pertany a l'estat de Saxònia. Es troba a 5 km a l'oest de Weißwasser i 15 km al sud-est de la ciutat de Spremberg a Brandenburg. El 70% dels nens van a l'escola en sòrab.